# نراد کج
نراد کج (نام علمی: Abies recurvata) نام یک گونه از سرده نراد است.